# Samuel Mumenthaler
Samuel Mumenthaler (* 1961 in Bern) ist ein Schweizer Jurist, Autor und Musiker.

## Leben
Mumenthaler wuchs in Bern auf und ist heute für das Bundesamt für Kommunikation tätig. Neben dem Studium trat er in verschiedenen Schweizer Bands als Sänger, Schlagzeuger, Bassist und Produzent in Erscheinung. Seither archiviert er als Chronist die Aktivitäten der Schweizer Musikszene der Gegenwart und veröffentlicht hierzu als Autor und Journalist.
Mumenthaler ist ausserdem Vorstandsmitglied des Swissjazzorama.

## Werke (Auswahl)

### Diskografie
- 1990:	Züri West – Elvis
- 1993: Phon Roll – Sunset Boulevard
- 2004: The Repeatles – The Repeatles
- 2009: Various Artists – 50 Jahre Berner Rock
- 2014: The Cayman Islands

### Bücher
- Beat Pop Protest – Der Sound der Schweizer Sixties. Editions Plus, Lausanne 2001, ISBN 3952167673.
- Polo. Eine Oral-History. Editions Plus, Zürich 2005, ISBN 3-909676-16-2.
- 50 Jahre Berner Rock (mit Doppel-CD). Zytglogge, Oberhofen 2009, ISBN 978-3-7296-0796-5.[2]
- Oh yeah! 200 Pop-Photos aus der Schweiz 1957–2014. Chronos, Zürich 2014, ISBN 978-3-0340-1263-8.
- (Hrsg.:) Letzte Insel vor der Autobahn. Zytglogge, Oberhofen 2015, ISBN 978-3-7296-0904-4.
- Hot! – Jazz als frühe Popkultur. Zytglogge, Basel 2024, ISBN 9783729651500.

### Interviews
- Adrian Zurbriggen: «Erfolgskurve zeigt kaum nach oben». In: Berner Zeitung. 30. Dezember 2009.